# إسحاق مزراحي
إسحاق مزراحي (بالإنجليزية: Isaac Mizrahi) هو منتج أفلام وممثل أمريكي، ولد في 14 أكتوبر 1961 ببروكلين في الولايات المتحدة.

## أعمال

### أفلام
- (1997) رجال ذوو بزات سوداء[6][7]
- (1998) شهرة[8]

## وصلات خارجية
- إسحاق مزراحي على موقع IMDb (الإنجليزية)
- إسحاق مزراحي على موقع الموسوعة البريطانية (الإنجليزية)
- إسحاق مزراحي على موقع قاعدة بيانات برودواي على الإنترنت (الإنجليزية)
- إسحاق مزراحي على موقع إن إن دي بي (الإنجليزية)
- إسحاق مزراحي على موقع قاعدة بيانات الفيلم (الإنجليزية)